# فترة أسوكا
فترة أسوكا (باليابانية: 飛鳥時代) امتدت ما بين (593 م-710 م) من فترات التاريخ الياباني. سميت هذه الفترة بأسوكا (飛鳥) نسبة إلى المكان الذي احتضن البلاط الإمبراطوري. أهم ما ميزها هو انفتاح البلاد على الثقافتين الصينية -الكورية، وإدخال البوذية.

## هيمنة عشيرة سوغا على البلاط
مع نهاية القرن الـ6 للميلاد، أخذت هيمنة عشيرة سوغا على بلاط ياماتو تتزايد. عن طريق تشكيلهم لتحالفات مدروسة استطاع هؤلاء إبعاد عشيرتي ناكاتومي ومونونوبه عن البلاط. تبدأ فترة أسوكا مع تتويج الإمبراطورة سوئيكو (推古天皇) ح(592-628 م)، والذي أعقب اغتيال زعيم عشيرة الـسوغا للإمبراطور السابق سوشون (崇峻天皇). عرف عن الـسوغو قربهم من مجموعة النازحين الكوريين الجدد، كانت بلادهم تعرف إضرابات سياسية، جلب هؤلاء معهم بعضا من معالم ثقافتهم، وكانت البوذية الشكل الأبرز لها. قابل أفراد عشيرة الـسوغو البوذية بالترحيب، وبالأخص وأنها لم تكن غريبة كليا عنهم، فقد قام الإمبراطور الكوري به-إيك-تشه، بإهداء البلاط تمثال لبوذا ومجموعة من النصوص البوذية عام 538 م.

## إصلاحات الأمير شوتوكو

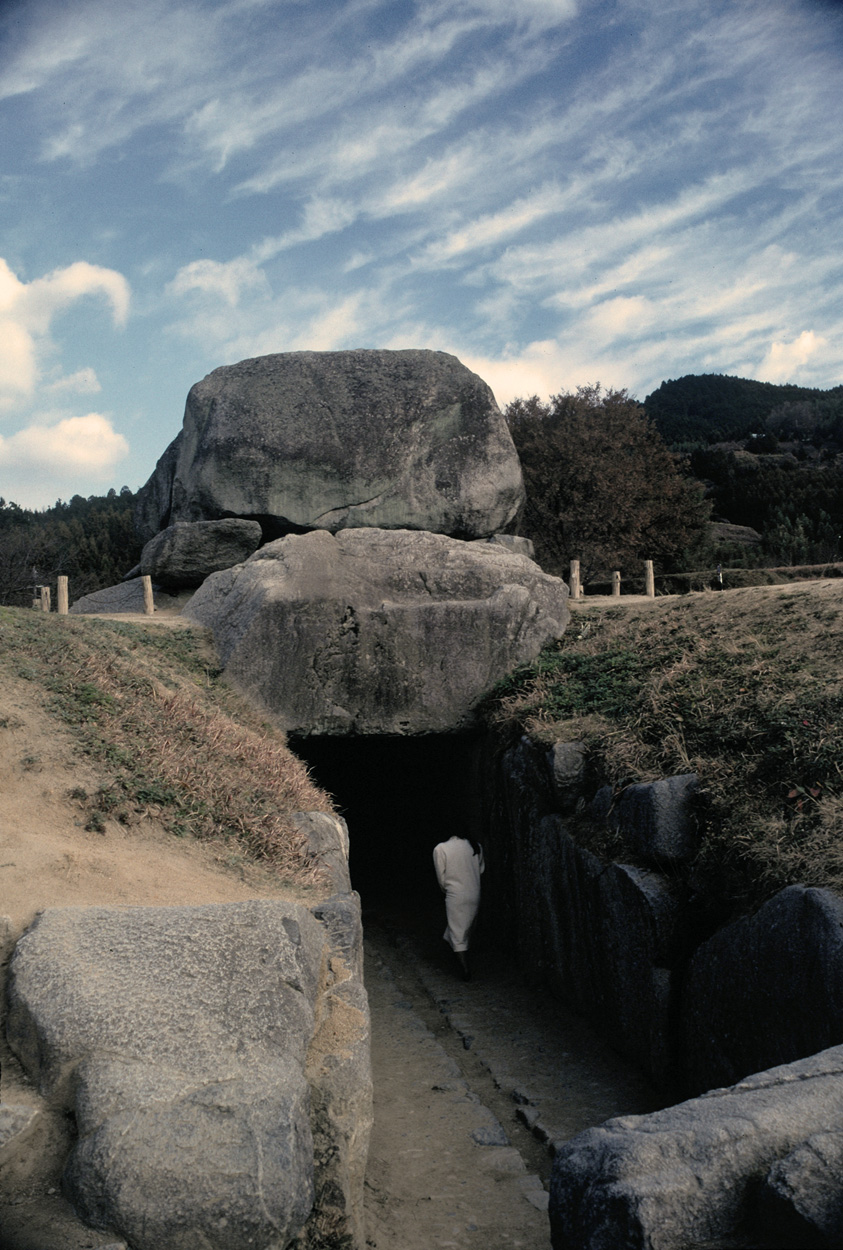
ضريح (كوفون) بالقرب من أسوكا: يعتقد أنه لـسوغا نو أوماكو أحد زعماء عشيرة سوغا أثناء فترة أسوكا

أصبح الأمير شوتوكو وصيا على خالته (أو عمته) الإمبراطورة سوئيكو، وكان الحاكم الفعلي للبلاد. تنسِب إليه المصادر التاريخية أغلب الإصلاحات التي أجريت في أوائل القرن الـ7 للميلاد. قام بإعادة العلاقات الدبلوماسية مع الصين -والتي توحدت من جديد في ظل حكم أسرة سوي-، كما تقرر إرسال بعثات من السفراء والطلاب بصورة منتظمة إليها.
بدأت أولى محاولات الإصلاح الإدارية عام 603 م، عندما تم الإعلان عن الميثاق ذو السبع عشر نصا، جاءت نصوص القانون الجديد مستوحاة من العقيدتين البوذية والكونفشيوسية معاً، كما حمل في طياته قيام بيروقراطية على النمط الصيني، تم معها وضع الدرجات والطبقات التي سيخضع لها عمال الدولة.
حتى يعلن اليابانيون سيادتهم واستقلالهم (بالنسبة للجارين كوريا والصين)، تم في هذه الفترة اتخاذ اسم رسمي للبلاد: نيهون (منبع الشمس) بدل التسمية التي كانت يطلقها الصينيون عليهم (وا). ولنفس الأسباب اتخذ الإمبراطور لقب تينو (النجمة القطبية)، كما عدل البلاط عن تغيير مقر الإقامة في كل مرة ينصب فيها الإمبراطور جديد. إلا أن هذا لم يمنع البلاط من الانتقال مرتين، إلى فوكاوا-كيو مرة أولى عام 694 م ثم إلى هييجو-كيو (نارا) عام 710 م.
عمل الأمير شوتوكو على ترسيخ البوذية في كامل أرجاء البلاد، مما شجع على انتشار الثقافة الصينية وظهور طبقة جديدة متشبعة بها إلى حد كبير. اعتُبر الأمير شوتوكو أول حامي للبوذية في اليابان، أصبحت هذه الديانة عقيدة الدولة الرسمية، كما تم في عهده تشييد أقدم المعابد البوذية في اليابان اليوم: هوريو-جي (في نارا)، وشيتنو-جي (في أوساكا).

## إصلاحات عهد تائيكا

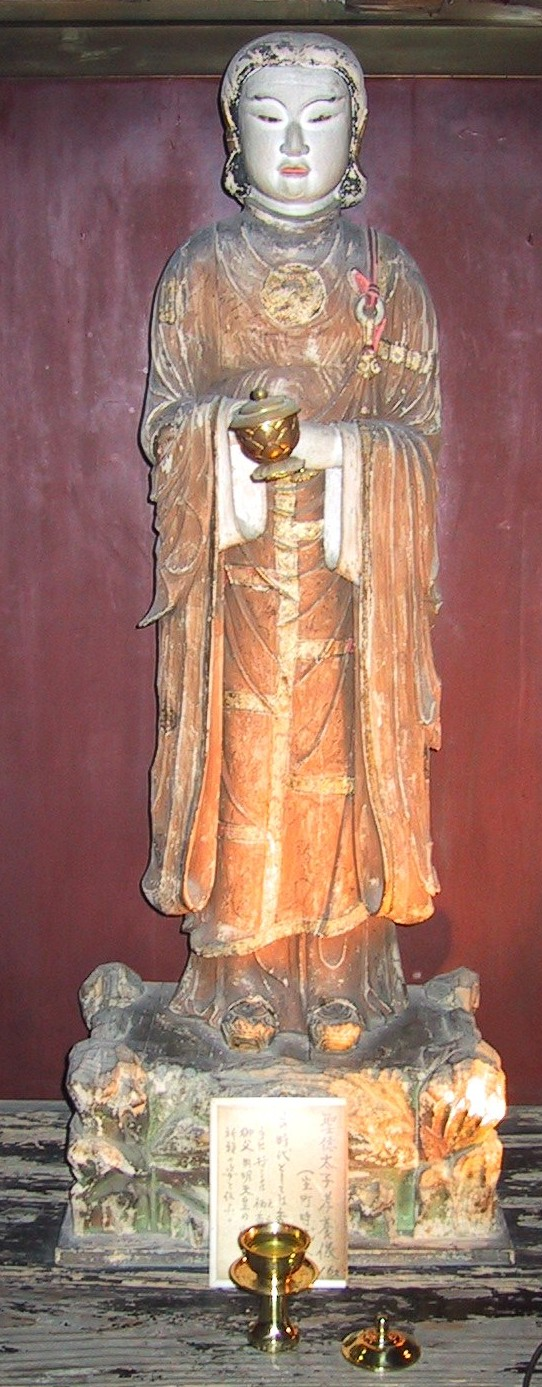
شوتوكو تائيتشي (聖‍徳‍太‍子): ثمثال من البرونز، محفوظ في أسوكا

بعد موت شوتوكو، عادت عشيرة سوغو إلى عادتها القديمة في التسلط على شؤون البلاط، اصطدموا في أول الأمر بأحد أبناء الأمير شوتوكو، فقاموا باغتياله ثم نصبوا الإمبراطور جوميي (628 م) من قِبلهم. بعدها بفترة احتدم صراع جديد بين ولي العهد الأمير ناكا أو أو-إه ومستشاره ناكاتومي نو كاماتاري مع زعماء عشيرة سوغا. انتهى هذا الصراع بطريقة دموية، فقد عثر على سوغا روكا -زعيم الـسوغا- مقتولا (645 م) في أحد أروقة البلاط الإمبراطوري في كيوتو.
انتهت مع مصرع زعيم الـسوغا المرحلة الانتقالية، والتي دامت منذ موت الأمير شوتوكو، وبدأت مرحلة جديدة تواصلت فيها الإصلاحات، عرفت تاريخيا باسم إصلاحات عهد تائيكا (大化改新) ودامت (645-649 م). قاد هذه الإصلاحات الجديدة كل من الأمير ناكا نو أويي والذي أصبح إمبراطورا فيما بعد -اتخذ لقب تنجي (天智天皇)-، ومستشاره ناكاتومي نو كاماتاري (614-669 م)، والذي عرف بعدها بلقب فوجي-وارا (藤‍原‍氏). تمكن الاثنان من وضع حد لهيمنة عشيرة سوغا، وفي نفس السنة (645 م) تم الإعلان عن المراسيم التي دشنت أولى إصلاحات عهد تائيكا. الهدف الغير معلن من هذه الإصلاحات هو تقوية البيت الإمبراطوري على حساب البيوتات والعشائر الأخرى. كانت القوانين الصينية للفترة نفسها المصدر الأول لهذه المراسيم: تم إعادة تقسيم الأراضي والتي أصبحت ملكا للدولة، بطريقة أكثر تكافؤا، في مقابل ضريبة يتم استخلاصها من أيدي كبار العشائر، كما تم إعادة النظر في نظام الجباية بما يتوافق مع الطريقة الجديدة في توزيع الأراضي.
تدعم مركز البلاط الإمبراطوري على حساب القوى السياسية الأخرى في البلاد. يعتبر حكم الإمبراطور تيمو (673-686) أبرز شاهد على مدى سطوة الأباطرة. تولى الأخير الحكم في أعقاب نزاع بين ورثة الإمبراطور السابق، قام ومنذ أيام حكمه الأولى بالإعلان عن مجموعة من المراسيم والقوانين حتى يمنح نفسه مزيدا من السلطة ويتكسب شرعية أكثر: إصلاح الجيش، تدوين تاريخ قومي للبلاد، تنظيم الطرقات البرية. جاءت بعد ذلك مراسيم وقوانين أخرى على غرار كيوميهارا -والذي أقرته زوجته الإمبراطورة جيتو (686-697 م)-، تائيهو ثم يورو، رسخت كلها وبالتدريج قيام ما أطلق عليه المؤرخون الدولة التي تديرها القوانين، دولة ذات طابع مركزي، تهيمن عليها طبقة من الموظفين، تمتعت بسلطة كبيرة، قسم أفرادها طبقات متفاوتة حسب درجة الوظيفة. أصبح نمط إدارة المملكة يتم على الطريقة الصينية. استمر العمل بهذا النظام أثناء فترة نارا ثم في بداية فترة هييآن (794-1185 م).
راجع أيضا:
- مملكة ياماتو
- شوتوكو تائيشي
- إصلاحات عهد تائيكا